# Philodendron nullinervium
Philodendron nullinervium är en kallaväxtart som beskrevs av Eduardo G. Gonçalves. Philodendron nullinervium ingår i släktet Philodendron och familjen kallaväxter. Inga underarter finns listade.